# Morris, Minnesota
Morris är administrativ huvudort i Stevens County i Minnesota. Orten har fått sitt namn efter järnvägsingenjören Charles Morris. Enligt 2010 års folkräkning hade Morris 5 286 invånare.

## Kända personer från Morris
- Aaron Schock, politiker